# Манастириште (Софійська область)
Манасти́риште (болг. Манастирище) — село в Софійській області Болгарії. Входить до складу общини Своге.

## Населення
За даними перепису населення 2011 року у селі проживали 7 осіб.
Розподіл населення за віком у 2011 році:
Динаміка населення: